# سفارة بولندا في ألمانيا
سفارة بولندا في ألمانيا هي أرفع تمثيل دبلوماسي لدولة بولندا لدى ألمانيا. تقع السفارة في شارلوتنبورج فيلمسدورف وهي تهدف لتعزيز المصالح البولندية في ألمانيا.

## وصلات خارجية
- الموقع الرسمي
- قائمة سفارات بولندا
- قائمة السفارات في ألمانيا